# 스가와라 분타
스가와라 분타(菅原 文太, 1933년 8월 16일 ~ 2014년 11월 28일)는 일본의 배우이자 성우, 라디오 DJ이다. 미야기현 센다이시 출신으로, 1956년 영화 《애수의 거리에 안개가 내린다》로 데뷔했다. 활동 기간 동안 200여 편의 영화에 출연했으며, 대표작으로는 후카사쿠 긴지 감독의 5부작 아쿠자 영화 《의리없는 전쟁》 시리즈가 있다.
만화 원피스의 등장인물 사카즈키의 모티브이기도 하다.
도호쿠 지진 직전까지 병원에 입원해 있었으며, 건강 문제 및 고향인 미야기 현 및 피해 지역 사람들에 대한 자숙으로 2012년 2월, 배우 활동 은퇴를 발표했다. 2014년 11월 28일 간암으로 사망하였다.

## 학력
- 와세다대학 제2법학부 (중퇴)

## 출연

### 영화
- 1973년 《의리없는 전쟁》
- 1975년 ~ 1979년 《트럭 야로》시리즈
- 1979년 《태양을 훔친 남자》
- 1981년 《청춘의 문》
- 1985년 《버마의 하프》
- 2005년 《괴수대작전》
- 2007년 《배터리》

### 드라마
- 1992년 《북쪽의 나라에서'92 독립》
- 2007년 《하게타카》

### 애니메이션
- 2001년 《센과 치히로의 행방불명》
- 2006년 《게드전기》
- 2012년 《늑대아이》